# Гуторка Сергій Олександрович
Сергій Олександрович Гуторка (6 серпня 1999, Юрівка, Сумська область — 5 січня 2025, Нова Сорочина, Курська область) — старший солдат Збройних сил України, учасник російсько-української війни.

## Життєпис
Народився 6 серпня 1999 року в селі Юрівка Конотопського району Сумської області. 14 травня 2024 року призваний на військову службу. Під час повномасштабного російського вторгнення проходив службу на посаді водія-електрика відділення ударних безпілотних авіаційних комплексів десантно-штурмового батальйону. Загинув 5 січня 2025 року в селі Нова Сорочина Суджанського району Курської області. Похований 9 січня 2025 року в селі Юрівка.

## Нагороди
- Орден «За мужність» III ступеня (13 березня 2025, посмертно) — за особисту мужність, виявлену у захисті державного суверенітету та територіальної цілісності України, самовіддане виконання військового обов'язку[3].